# Gradaška ulica
Gradaška ulica (deutsch: Gradaščicagasse) ist der Name einer Straße in Trnovo, einem der Stadtbezirke von Ljubljana, der Hauptstadt Sloweniens. Sie ist die südliche Begrenzung des Stadtteils Krakovo.  

## Geschichte
Die heutige Gradaška ulica wird im Stadtplan von 1877 wird sie Am Gradaškabach genannt. Sie endete damals an der heutigen Emonska cesta. Zwischen 1923 und 1963 wurde ihre Verlängerung bis zur heutigen Barjanska cesta (damals Gorupova ulica) Dobrilova ulica genannt.

## Lage
Die Gradaška ulica führt vom Trnovski pristan nördlich der Jek-Brücke entlang der Gradaščica bis zur Kreuzung der Barjanska cesta mit der Finžgarjeva ulica, in die sie übergeht. 

## Abzweigende Straßen
Die Gradaška ulica berührt folgende Straßen und Orte (von Ost nach West):
- Kladezna ulica
- Emonska cesta

## Bauwerke
Sie wichtigsten Bauwerke entlang der Straße sind:
- Gradaščica-Böschung und Hahnensteg
- Trnovo-Brücke
- Gradaščica-Park